# Metharpinia oripacifica
Metharpinia oripacifica is een vlokreeftensoort uit de familie van de Phoxocephalidae. De wetenschappelijke naam van de soort is voor het eerst geldig gepubliceerd in 1980 door J.L. Barnard.